# 北海道道227号赤平滝川線
北海道道227号赤平滝川線（ほっかいどうどう227ごう あかびらたきかわせん）は、北海道赤平市と滝川市を結ぶ一般道道（北海道道）である。

## 概要

### 路線データ
- 起点：北海道赤平市字赤平（北海道道114号赤平奈井江線交点）
- 終点：北海道滝川市大町1丁目（国道12号・国道38号・国道451号交点）
- 路線延長：14.7km（総延長）

## 歴史
- 1957年（昭和32年）3月30日 - 122号として路線認定[1]。
- 1994年（平成6年）10月1日 - 路線番号を227号に変更[2]。

## 路線状況

### 重複区間
- 砂川市空知太 - 滝川市大町1丁目（国道12号）

### 道路施設
主な橋梁
- 新住吉橋（北海幹線用水路）（132m）＝赤平市住吉町

主なトンネル
- 鮫淵トンネル＝赤平市住吉町

## 地理
赤平市より先は、国道38号が空知川の右岸を走るのに対し、本路線は左岸を走る。

### 通過する自治体
- 空知総合振興局
  - 赤平市
  - 砂川市
  - 滝川市

### 交差する道路
赤平市
- 北海道道114号赤平奈井江線 - 字赤平（起点）
- 北海道道691号赤平歌志内線 - 美園町2丁目

砂川市
- 国道12号 - 空知太（重複）

滝川市の国道12号重複区間は省略

### 沿線にある施設など
赤平市
- 赤歌警察署文京町駐在所 - 西文京町3丁目1−30
- 赤平西郵便局 - 豊栄町2丁目4

砂川市
- 滝川公園 - 空知太556

滝川市の国道12号重複区間は省略